# Франц Ніенштедт
Франц Ніенштедт (нім. Franz Nyenstaedt; нар. 15 серпня 1540 — пом. бл. 1622) — державний діяч наприкінці Лівонської війни та під владою Речі Посполитої, хроніст.

## Життєпис
Походив з бюргерського роду. Народився 1540 року в графстві Гойя (північно-західна Німеччина). 1554 року перебрався до Дерпту, де зайнявся торгівлею, переважно з Московським царством. Оженився на доньці дерптського торгівця Дітмара Майєра, дітей не мав.
1571 року перебирається до Риги. Тут в 1583 році стає членом магистрату. 1585 року обирається бургомистром Риги. Під час «календарних заворушень» 1586—1589 років підтримав королівську владу. У 1590, 1594, 1598, 1606 роках був бургграфом Риги. Помер 1622 року. Поховано на горі Св. Анни.

## Творчість

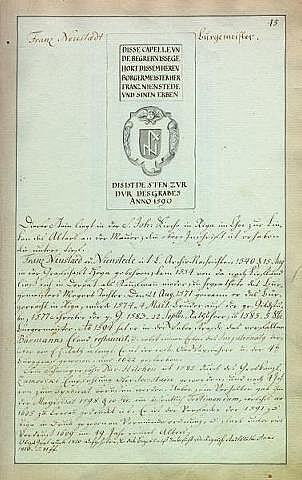
«Лівонська хроніка»

Основними працями є «Щоденник» (охоплює 1571—1607 роки) і «Лівонська хроніка» (до 1609 року). Написано німецькою мовою, опілблуковано 1839 року. Перша праця загалом є хронологічним висвітленням життя автора та членів його родини. Йлеться про побутові та фінансові справи та тлі політичних подій, зрідка присутні згадки про Лівонську війну.
«Лівонська хроніка» поділена на 24 розділи, загалом є добре продуманою працею. Представлено історія Лівонського ордену, Риги і Лівонської конфедерації до завершення Лівонської війни. Відсутність доступу до архіву та офіційних паперів приводить про низки помилок автора. При цьому в негативному світлі представлено керівництво ордену та московські загарбники. Разом з цим в хроніці є багато вставок — мініатюрних новел про князя Андрія Курбського, графа Йоганна фон Арца тощо, опису побутурізних верств населення.